# Alytus (condado)
Nota linguística: Não confundir grafystė (condado) com apskritis (divisão administrativa)..
Alytus ou Alytaus Apskritis é um apskritis da Lituânia, sua capital é a cidade de Alytus.